# ナンチュア・ソース

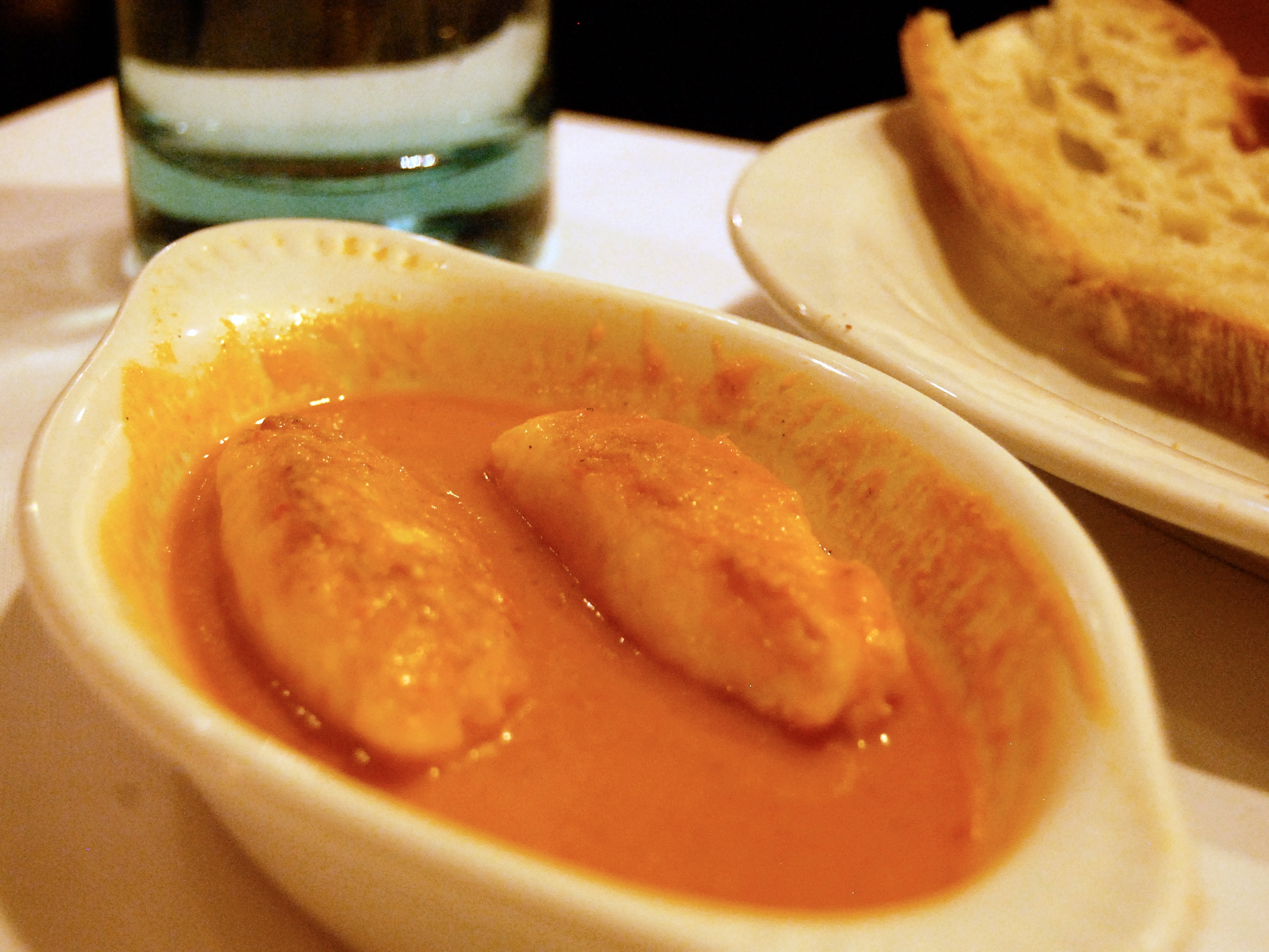
クネルにナンチュア・ソースをかけたもの

ナンチュア・ソース（またはソース・ナンチュア Sauce Nantua）は、フランス料理のソースの一種である。エクルビスの殻を炒めることで、赤い色素が出た、オレンジ色のソース。甲殻類独特の甘味とコクが堪能できる。リヨンの伝統料理の一つである。英語だとナンチュアと発音され、フランス語だとナンテュアと発音される。

## 名称
フランス東のスイスに近い湖と地名。ナンテュア。

## 調理法
エクルビスの殻と香味野菜を炒め、フュメ・ド・ポアソン（魚の出汁）を加えて煮詰めて、漉し、カニミソを加える。これを再び煮詰めて、生クリームでのばす。